# Poiana (okręg Jałomica)
Poianaⓘ – wieś w Rumunii, w okręgu Jałomica, w gminie Ciulnița. W 2011 roku liczyła 760 mieszkańców.